# Changzhai
Changzhai (kinesiska: 长寨, 长寨镇) är en köping i Kina. Den ligger i provinsen Guizhou, i den sydvästra delen av landet, omkring 72 kilometer söder om provinshuvudstaden Guiyang. Antalet invånare är 31148. Befolkningen består av 14 315 kvinnor och 16 833 män. Barn under 15 år utgör 21,0 %, vuxna 15-64 år 70 %, och äldre över 65 år 8,0 %.